# Saint-Denis-des-Puits
Saint-Denis-des-Puits è un comune francese di 128 abitanti situato nel dipartimento dell'Eure-et-Loir nella regione del Centro-Valle della Loira.

## Società

### Evoluzione demografica
Abitanti censiti